# Hans Hauswirth

Oberleutnant Hans Hauswirth (1878–1914) vor der Gondel des Luftschiffes Parseval (um 1912)

Johann bzw. Hans Hauswirth (* 23. Juni 1878 in Wien; † 20. Juni 1914 in Fischamend) war ein Offizier der k.u.k. Armee und Pionier der österreichischen Luftfahrt. Er verunglückte am 20. Juni 1914 bei der Körting-Katastrophe in Fischamend tödlich.

## Leben

Die Fotografie zeigt Hans Hauswirth in Leutnantsuniform mit der Familie seiner Schwester Anna Caufal (geborene Hauswirth), die mit dem Architekten Karl Caufal verheiratet war, um 1899/1900 am Semmering. Dort war ihr Bruder Karl Hauswirth Pächter des Restaurants und Cafés im „Hotel Erzherzog Johann“, das der Luftfahrt-Pionier Viktor Silberer 1899 errichten hatte lassen.

Johann Hauswirth war der jüngste Sohn von Johann und Anna Hauswirth (geborene Wild), die seit 1869 in der Praterstraße 62 das „Restaurant Hauswirth“ betrieben. Der Fünfzehnjährige wurde durch den frühen Tod der Mutter im Juni 1893 Halbwaise. Von 1894 bis 1897 besuchte er die 5., 6., und 7. Klasse der deutschen Staats-Realschule in Budweis. Anschließend absolvierte er zwei Klassen der „Technischen Militärakademie“ in der Wiener Stiftskaserne. Im September 1899 wurde er zum Leutnant, im Mai 1906 zum Oberleutnant und im Mai 1913 zum Hauptmann ernannt. Sein Interesse galt vor allem der Militärluftfahrt. 1905 absolvierte er den militäraeronautischen Kurs, der ihn zum Luftschifferoffizier machte, 1906 die Folgeausbildung, die ihn als Ballonführer im Freiballon qualifizierte. Seit 1908 war Hans Hauswirth eng mit dem Auf- und Ausbau des Flieger-Standortes Fischamend verbunden. So empfahl er damals gemeinsam mit Hauptmann Franz Hinterstoisser die Neuerrichtung der Militär-Aëronautischen Anstalt in Fischamend. Ab 1909 war er Kommandant der Luftschifferstation Fischamend und ab 1911 Interims-Kommandant des Ballonkaders, dessen Kommandant er 1913 wurde. Am 20. Juni 1914 verunglückte Johann Hauswirth als Kommandant des Militär-Lenkballons Körting bei einem Landvermessungsflug tödlich, als das Luftschiff in zirka 300 Meter Flughöhe von einem Doppeldecker-Flugzeug gerammt wurde, zu brennen begann und zu Boden stürzte, was neun Personen ihr Leben kostete.

## Familiärer Hintergrund
Hans Hauswirth hatte vier Schwestern, zwei Brüder und eine Stiefschwester. Seine älteste Schwester Anna Hauswirth war mit dem Architekten Karl Caufal verheiratet. Hans Hauswirths älterer Bruder Karl Hauswirth war der erste Pächter des Restaurants und Cafés im „Hotel Erzherzog Johann“, das der Luftfahrt-Pionier Viktor Silberer 1899 errichten ließ. Später übernahm Karl Hauswirth die väterliche Restauration in der Praterstraße. Der andere Bruder Rudolf Hauswirth (1876–1918) war (bis 1916) Kabinettssekretär beim Fürsten Johann Liechtenstein. Hauswirths Schwester Gisela Hauswirth, die ab 1925 gemeinsam mit ihrem Ehemann Johann Weigel das „Café Industrie“ (später „Café Koralle“) leitete, war die Mutter der späteren Kinderbuch-Illustratorin Susi Weigel, die zeitlebens immer wieder auf den tödlichen Luftschiffabsturz ihres Onkels zu sprechen kam.

## Posthume Ehrung

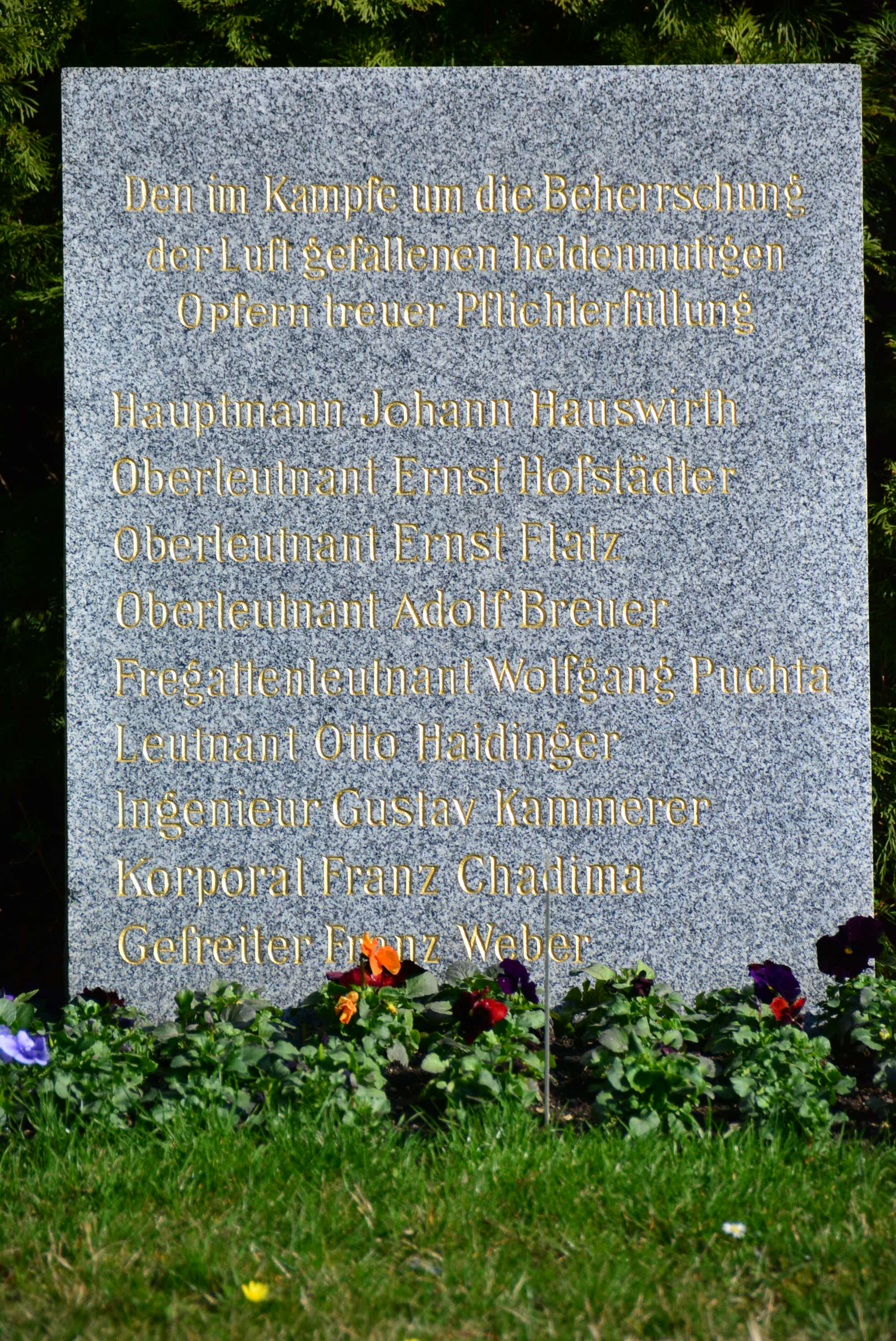
Ehrengrab der verunglückten Militär-Luftschiffer am Wiener Zentralfriedhof: Gruppe 0, Reihe F, Nummer 1 (vis-à-vis der Gräber Gruppe 0, Reihe 0, Nummer 69–71)

- Ehrengrab der verunglückten Militär-Luftschiffer am Wiener Zentralfriedhof